# 大原はじめ
大原 はじめ（おおはら はじめ、1984年7月24日 - ）は、日本の男性プロレスラー。本名：大原 甫（おおはら はじめ）。プロレスリング・ノア所属。神奈川県川崎市出身。血液型A型。

## 経歴
中学生の時に髙田道場に通い、高田延彦や桜庭和志から指導を受ける。卒業後は服部栄養専門学校に通い調理師免許を取得する。
2003年、闘龍門の13期生として入門。闘龍門では新日本プロレスのオカダ・カズチカと共に練習した。
2004年5月16日、メキシコ・アレナコリセオの松山勘十郎戦でデビューを果たす。
2005年、新日本プロレスLA道場に遠征後、CMLLに参戦。奥村茂雄、田口隆祐とのKamikaze Nipponesトリオを結成。CMLLのレギュラーとして活躍。
2006年、22歳の若さでNWA世界ウェルター級王座を獲得。
2008年、ドラディションやNWEに参戦。バルセロナでウルティモ・ドラゴンとマスカラコントラマスカラを行った。また師でもあるウルティモ・ドラゴンからNWAインターナショナルジュニアヘビー級王座を奪取する。同年の年末よりハッスルの所属になりREY大原の名で活動する。
2009年8月23日、メキシコのアレナメヒコのメインで、ウルティモとのマスカラコントラカベジェラを行った。同年12月からSMASHの所属となり、リングネームを大原はじめに戻す。
2010年8月、SMASH本隊を離れフィンランドのFCFの一員としてスターバックに師事し、主にジェシカ・ラヴとのコンビで活躍する。
2012年4月からは、SMASHの事実上の後継団体でもあるWrestling New Classic（WNC）に所属し、活動する。
2013年1月にWNCを退団。その後、プロレスでの活動がみられなくなったが同年春、プロレスリング・ノアに突如NO MERCYの新メンバーとして出現した正体不明の覆面レスラー「マイバッハSUWA Jr.」が大原と似た技を使用したり、体型が類似することから大原がその正体ではないかと噂されるなどした。SUWA Jr.初登場は2013年3月31日のノア後楽園ホール大会であった。SUWAが扮するマイバッハ谷口Jr.とマイバッハ谷口のシングル戦にマイバッハ谷口Jr.側のセコンドとして現れた。この日、試合は一切行っておらず目立った行動も行っていない。
その後、同年5月12日後楽園ホール大会『方舟新章』に出場予定だったSUWAが前日の日本武道館大会『FINAL BURNING in Budokan』で頸椎を負傷して長期欠場となり、急遽代役としてマイバッハSUWA Jr.なるレスラーが登場することとなった。そして当日、平柳玄藩と組んで丸藤正道と小川良成と対戦、これがマイバッハSUWA Jr.のデビュー戦となった。試合は11分1秒、丸藤の腕ひしぎ逆十字固めで平柳がタップ・アウトしてしまい、敗北を喫した。
その後、NO MERCYの一員となり、フリーランスとしてノアへ継続参戦することが発表された。
SUWAはマイバッハSUWA Jr.の正体に関し、SUWAの知っている人物で実力者とした。
2013年3月には、平柳とのタッグで第7回日テレG+杯争奪ジュニア・ヘビー級タッグ・リーグ戦へ参戦するも、2勝2敗の勝ち点4でAブロック3位に終わった。なお、同リーグ戦開催期間中、GHCジュニアヘビー級王座を保持する石森太二からタッグマッチ、シングルマッチでそれぞれピンフォールを奪っている。
2013年8月24日後楽園大会『Summer Navig.2013～丸藤正道デビュー15周年記念大会～』においてGHCジュニアヘビー級タッグ王者でもある獣神サンダー・ライガーとタイガーマスクのタッグの初防衛戦として、平柳とのタッグで挑戦する。なお、体格などは一切公表されておらず体重がジュニアヘビー級であることのみが判明していたが、試合に挑戦するにさきがけて身長174cm体重90kgと発表された。選手試合は序盤から執拗にライガーに覆面剥ぎ行為を行っていたが、逆に怒りを受けて覆面剥ぎをされ、頭部が露出した状態になり防戦一方になった。そして試合途中で自ら覆面を脱ぎ捨て、正体が大原であることを明かした。試合は16分7秒、ライガーの雪崩式垂直落下ブレーンバスターからの体固めで大原がピンフォールを奪われてしまい、敗れた。試合後、今後は大原として参戦を続けることが正式発表された。
2014年1月、NO MERCYを裏切り森嶋猛が率いる「超危暴軍」へと加入した。
2015年3月28日、正式にノアへ入団した。
2016年3月19日、GHC ジュニアヘビー級タッグ奪取。
2017年より定時制高校に入学。
2019年5月2日、ふじさんめっせ大会での杉浦貴とのシングルマッチ後、大原は杉浦軍への加入を直訴し、認められる。
2020年高校を卒業し星槎大学へ進学。
5月10日(配信日)、NOAH特設アリーナ大会にて小峠篤司の勧誘を受け、吉岡世起と共に杉浦軍を脱退、小峠、大原、吉岡の3人で新ユニット「フルスロットル」を結成する。
2022年2月17日、横浜ラジアントホール大会にて拳王率いる反体制ユニット「金剛」に加入。

## 得意技
曲者揃いのノアジュニアにおいても自らのスタイルを確立しており、悪童のような際どいプレーが最大の持ち味。
フィンランド式フォア・アーム
変形フライング・エルボー・アタック。
ハーフダウン状態の相手に対し、自らロープから走り込んで交差させた両腕を大きく振りかぶり、勢いよく相手の胸板を撃ち抜く低空式の変形エルボー・アタック。又は相手の後頭部に撃ち抜くバージョンも使用する。技名の由来はフィンランド修行を経てから使用したことに因む。現在の大原のフィニッシュ・ホールド。
ムイビエン
変形の腕極め式逆片エビ固め。
仰向けの相手の右腕を巻き込みながら反転させ、ハンマーロックを極めつつ右足を捉え、体重を掛けて背中を反らせる腕極め式逆片エビ固め。技名は「美味しい」「いいね」などの意味で使用される汎用性の高いスペイン語から。大原のもう一つのフィニッシャー。
変型ムイビエン
ムイビエンクラッチ
前屈みの相手の首に足を掛け後方に転がって相手をくるくる回して押さえ込む技。
ムイビエンニー
ピョン・ウー
SUWA直伝のジョン・ウーのようなジャンピング・ニー・バット。
- その他の技

クアトロフルール
SUWA式側転フォール
エルボー・バット
DoIt!Now
膝蹴りからのリストクラッチ式フィッシャーマンズ・スープレックス
ブレーンバスターの体勢から相手の右足を抱え込みながら右手を掴み、そのまま担ぎ上げて垂直落下で後頭部からマットに突き刺すリストクラッチ式の変形フィッシャーマン・バスター。大原がデビュー当初から愛用するフィニッシャーの１つ。
羊肉ショット
トレスフルール
腕を更に深く極めたムイビエン。
ケブラドーラ・コンヒーロ
ドミネーション
ケブラドーラ・コン・フロウジョン
第33代GHCジュニア王座決定戦で披露した大原の技で、初防衛戦の原田戦でも披露。

## タイトル歴
プロレスリング・ノア
- GHCジュニアヘビー級王座（第33代）
- GHCジュニアヘビー級タッグ王座（第23・26・35・43・45・52代）
  - 第23・26代パートナーは拳王
  - 第35代パートナーは熊野準
  - 第43代パートナーは原田大輔
  - 第45代パートナーは小峠篤司
  - 第52代パートナーは近藤修司
- 日テレG+杯争奪ジュニアヘビー級タッグ・リーグ戦 優勝
  - 2014年パートナーは拳王

闘龍門
- NWA世界ウェルター級王座（第54・56代）
- NWAインターナショナルジュニアヘビー級（第21代）

## マイバッハSUWA Jr.
マイバッハSUWA Jr.（マイバッハスワ・ジュニア、Maybach Suwa Jr.、男性、生年月日非公開）は、日本のプロレスラー。当初は、正体不明の覆面レスラーで、その素性、体格などは一切公表されておらず、体重がジュニアヘビー級であることのみが判明していたが、のちに身長174cm体重90kgと発表され、さらに正体を自ら覆面を脱ぎ、大原であることを明かした。
プロレスリング・ノアで活動し、ユニット・NO MERCYに所属した。
経歴について詳細は、経歴の章を参照のこと。

### 特徴
- SUWAが扮したマイバッハ谷口Jr.同様にマイバッハ谷口と同じデザインで色違いのマスクを着用し、全身を黒ずくめのボディースーツで覆っている。
- マイバッハ谷口Jr.同様に、NO MERCYのメンバーからは「ジュニア」「ジュニアさん」と呼ばれている。テレビアナウンサーなどメディアではSUWA Jr.と略されることもある。
- 言葉は発しない。稀に発するときは、NO MERCYのメンバー（主に平柳玄藩）に耳打ちをし、それをメンバーが代言する。ただし、その際に実際に発しているのかは不明。また、発していたとしても平柳の場合は、その通りに代言しているのか疑わしい。
- ルチャ・リブレのジャベに精通していると思われる技・動きを披露することがある。また、大原はじめと同じような技を見せることがある（のちに正体が大原本人であると公表）。

### 得意技
ジョン・ウー
SUWAの得意技を、マイバッハSUWA Jr.は使用することがある。低空から上方へ突き上げるように蹴り飛ばす正面跳び式ドロップキックで、蹴られた相手が後方へ吹っ飛ぶ様が映画監督のジョン・ウーの作品によく見られるアクションに似ていることからSUWAが命名した。
腕極め式ハーフ・ボストンクラブ
ルチャ・リブレのジャベの流れを組む技。仰向けで倒れている相手に対し、自身の片腋に相手の片腕を抱え込んだ状態で相手の片足をもう片腋へ抱え込み、相手の背中を反らせる技。大原が使用するムイビエンと同じ技。
フライング・フォア・アーム
変形のフライング・エルボー・アタック。
各種丸め込み技
この他、前方回転エビ固めや回転エビ固めなども使う。